# Форманек, Эдвард
Эдвард Уильям Форманек (англ. Edward William Formanek; род. 6 мая 1942) — американский, шахматист, международный мастер (1977). Профессор математики Университета штата Пенсильвания. Член Американского математического общества.

## Биография
Получил степень Ph.D в 1970 году из Университета Райса под руководством Стивена М. Герстена. Работал в Университете штата Пенсильвания с 1978 по 2009 год.
В 1972 году Форманек был одним из двух математиков, которые независимо друг от друга открыли центральные многочлены, которые имеют приложения к полиномиальным кольцам идентичности.

## Шахматная карьера
Участник 15-го командного чемпионата мира среди студентов (1968). Многократный чемпион Пенсильвании по шахматам.

### Изменения рейтинга
| Графики недоступны из-за технических проблем. См. информацию на Фабрикаторе и на mediawiki.org. |